# Ross Paterson
Ross Paterson (Glasgow, 13 de marzo de 1984) es un deportista británico que compitió por Escocia en curling.
Ganó una medalla de bronce en el Campeonato Mundial de Curling Masculino de 2018 y una medalla de bronce en el Campeonato Europeo de Curling Masculino de 2019.

## Palmarés internacional
| Representando a Escocia |                            |                   |        |
| Campeonato Mundial      |                            |                   |        |
| Año                     | Lugar                      | Medalla           | Prueba |
| 2018                    | Las Vegas (Estados Unidos) | Medalla de bronce | Equipo |
| Campeonato Europeo      |                            |                   |        |
| Año                     | Lugar                      | Medalla           | Prueba |
| 2019                    | Helsingborg (Suecia)       | Medalla de bronce | Equipo |